# Doxografia
Doxografia generalment es refereix a la presentació dels ensenyaments dels filòsofs en obres sobre història de la filosofia o parts d'altres obres sobre història de la filosofia. El terme s'utilitza principalment en el context de la història filosòfica antiga.

## Història conceptual
El terme va ser introduït pel filòleg clàssic Hermann Diels a la seva obra Doxographi Graeci (on “doxographi” és un neologisme llatí per als autors de “doxografies”). Diels va referir-se originalment només a presentacions breus i semblants a una tesi de punts de vista filosòfics naturals tradicionals, el terme ara s'utilitza de manera molt més àmplia tant pel que fa al contingut com a la forma. Actualment, també es parla de doxografies en els àmbits filosòfics, ètics i teològics generals. Encara que no es tracta d'una disciplina científica independent, la doxografia com a procediment és encara de gran importància per a la història de la filosofia, la història de la ciència i l'examen de l'estat del coneixement de les generacions anteriors en el seu conjunt.

## La filosofia a la Grècia clàssica
La majoria dels registres filosòfics d'època clàssica i preclàssica s'han perdut. En conseqüència, el nostre coneixement de les obres de la filosofia antiga sovint deriva únicament dels tractats doxogràfics d'autors posteriors. Les "doxografies" d'⁣Aristòtil i Plató són especialment conegudes.

### Plató i Aristòtil
Aristòtil va ser el primer filòsof que va presentar explícitament el desenvolupament del coneixement com un procés històric i que va precedir regularment les seves pròpies declaracions amb un debat dialèctic amb els seus predecessors en l'àmbit respectiu del coneixement que es discutia. En definitiva, el propòsit de les discussions aristotèliques era decidir sobre un enfocament explicatiu particular. Plató, per la seva banda, va utilitzar els preconceptes d'altres filòsofs de manera més aviat selectiva com a element estimulant en els seus diàlegs, una diferència que es deu principalment al fet que Plató va escriure per al públic en general, mentre que Aristòtil només va escriure els escrits esotèrics, és a dir, han sobreviscut notes, guions o col·leccions de materials destinats a l'ús intern de l'⁣Escola Peripatètica. Com que els seus objectius no són purament representatius, ni Plató ni Aristòtil són considerats "doxògrafs en sentit estricte".

### Doxògrafs posteriors
La tradició doxogràfica real només comença després d'Aristòtil i els seus estudiants, p. B. Theophrast (l'obra històrica del qual sobre les doctrines de les filosofies naturals presocràtiques, physikôn doxai, s'ha perdut, però). Són especialment importants els escrits o fragments doxogràfics supervivents de Diògenes Laèrcia, Ciceró, Plutarc, Arri Dídim i Johannes Stobaios o d'autors cristians com Hipòlit i Teodoret.
Només a través d'aquest desviament és possible avui intentar extreure conclusions sobre les obres filosòfiques i visions generals dels presocràtics com Tales, Anaximandre, Anaxímenes, Empèdocles i Zenó d'Elea. El que és particularment problemàtic és que aquestes representacions es creaven normalment en discussions amb filòsofs anteriors i, per tant, sovint s'utilitzaven per justificar les mateixes opinions d'un mateix. Hans-Georg Gadamer, un dels intèrprets més importants de la filosofia grega clàssica del segle xx, va assenyalar expressament que la comprensió dels ensenyaments presocràtics només era possible en conjunció amb les opinions del respectiu «doxograf».

## Doxografia islàmica
La doxografia islàmica significa la part de les obres teològiques de l'Islam que tracta de punts de vista religiosos divergents en diverses sectes i corrents islàmics.